# Стадион ИФНТУНГ
Стадион ИФНТУНГ (укр. Стадіон ІФНТУНГ) — стадион в городе Ивано-Франковск. Принадлежит Ивано-Франковскому национальному техническому университету нефти и газа. С 2004 по 2007 год являлся домашней ареной клуба «Факел». Вместимость стадиона 2000 человек. Расположен по адресу: Ивано-Франковск, улица Карпатская, 15. Руководитель — Олег Орестович Синявский. Находится на территории спортивного комплекса имени А. Г. Гембы.

## История

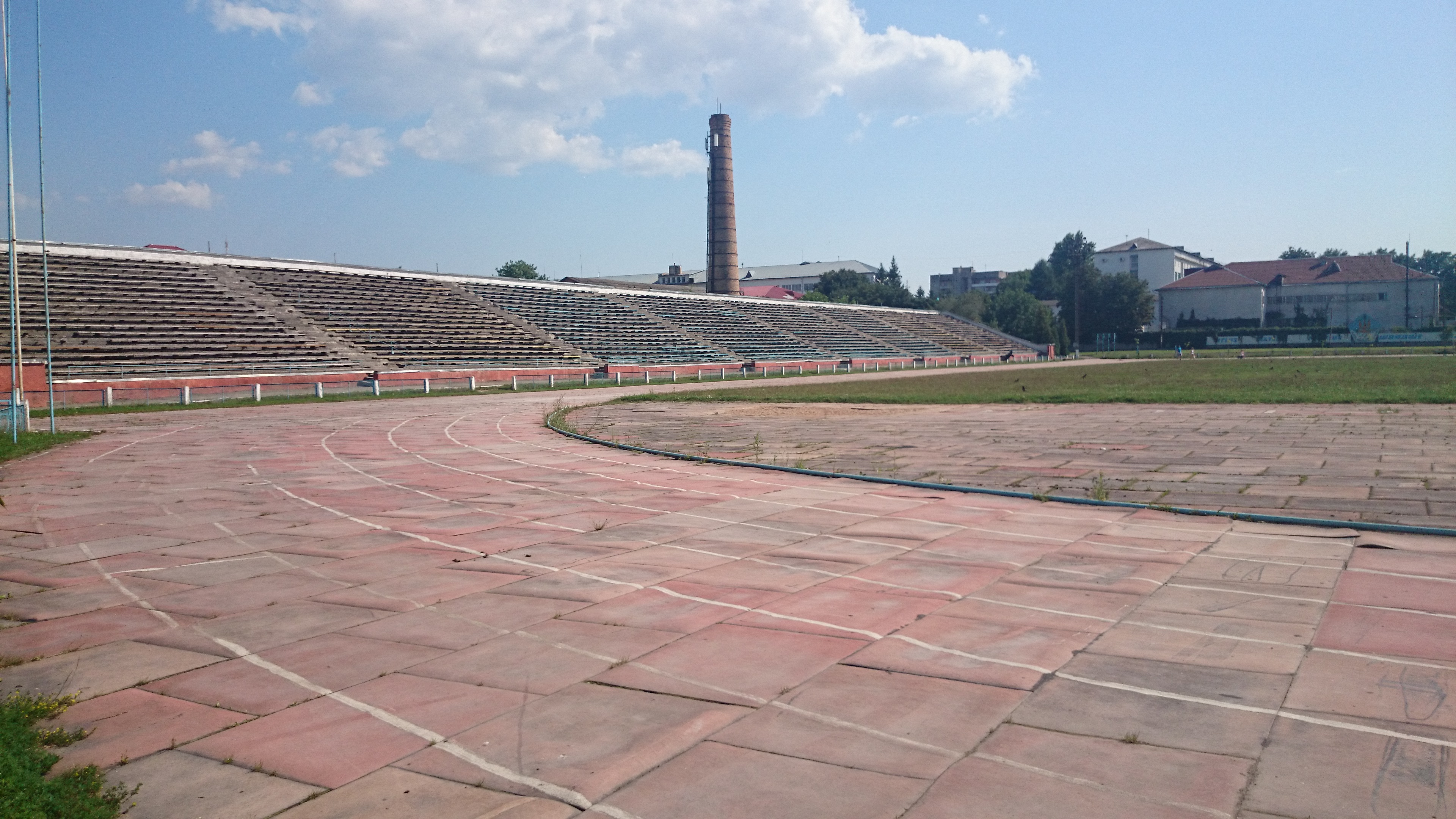
Стадион до реконструкции, 2014 год

Стадион построен в 1980 году и принадлежал Ивано-Франковскому институту нефти и газа. С 2004 по 2007 год стадион являлся домашней ареной клуба «Факел», выступавшего во Второй лиге Украины. После выхода команды в Первую лигу и переименования в «Прикарпатье» на стадионе играла студенческая команда вуза. В марте 2010 года на стадионе ИФНТУНГ проводился чемпионат области по легкоатлетическому кроссу.
27 июня 2017 года руководство университета и областная государственная администрация заключили соглашение по реконструкции стадиона. Первый этап реконструкции, предполагавший обновления покрытия легкоатлетических беговых дорожек, был завершён в сентябре 2017 года. Общая стоимость работ по реконструкции стадиона составила 32,8 миллиона гривен, а исполнителем была определена днепровская компания «Милениум спорт». Согласно первоначальному плану, реконструкцию планировали завершить 1 июля 2019 года. В июле 2019 года стало известно, что реконструкцию трибуны стадиона выполнит «МКБ Станислав» за 10 миллионов гривен до конца года. В августе 2019 года были завершены работы по нанесению разметки на легкоатлетические дорожки. Реконструкция стадиона была завершена в мае 2020 года.
Первым соревнованием, который прошёл после реконструкции стадиона, стал чемпионат Ивано-Франковской области по лёгкой атлетике, состоявшийся 15-16 июля 2020 года. 15-16 октября на стадионе проходил чемпионат Украины по лёгкой атлетике среди юношей 2005—2006 годов рождения.
23 октября 2019 года стадион с рабочим визитом посетил глава обладминистрации Денис Шмыгаль и глава Национального олимпийского комитета Сергей Бубка. 18 сентября 2020 года стадион проинспектировал президент Украины Владимир Зеленский, при этом отмечалось, что реконструкция была проведена за счёт программы «Большое строительство».

Стадион после реконструкции, 2020 год
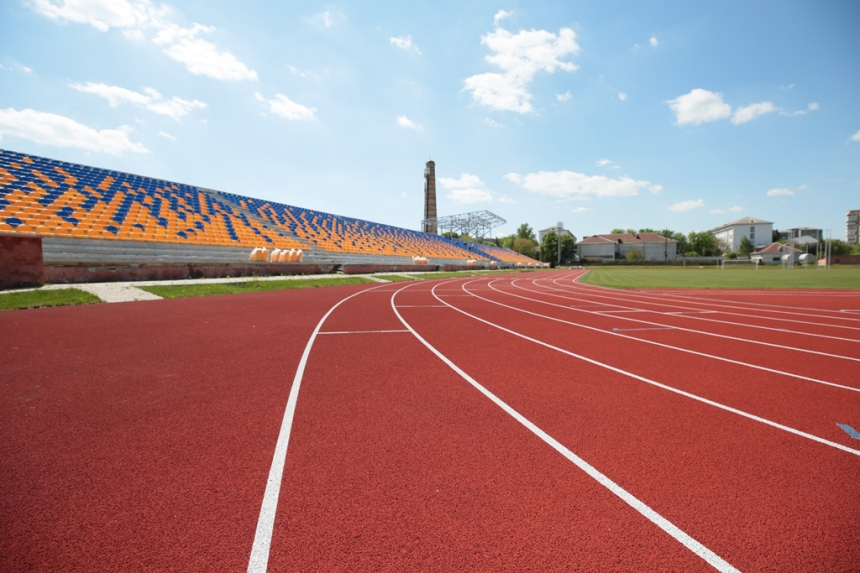
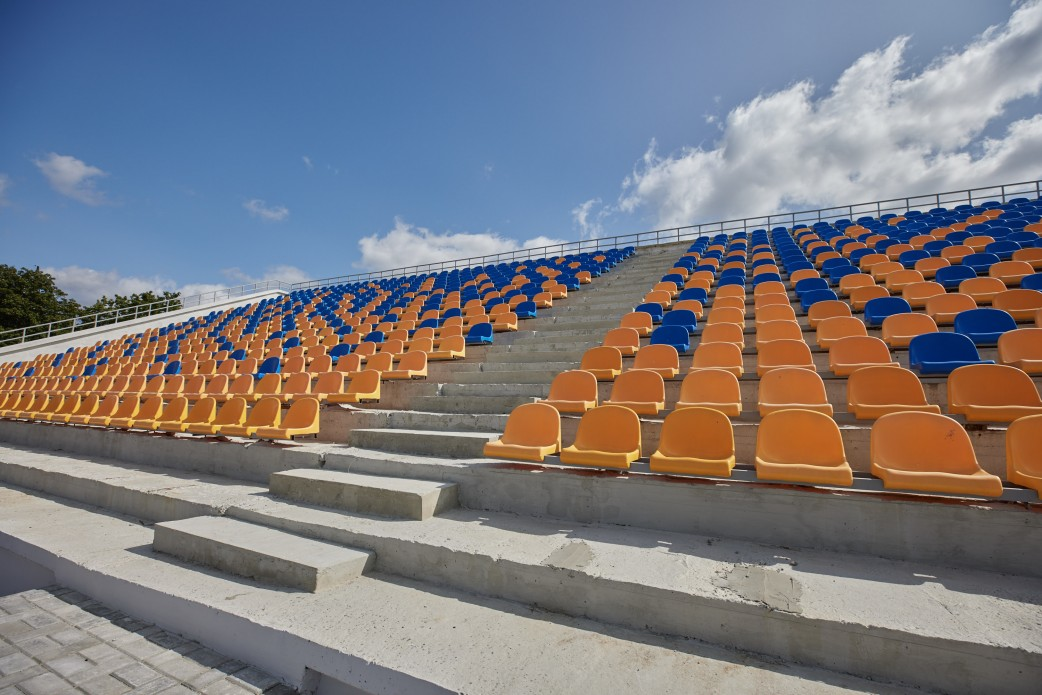
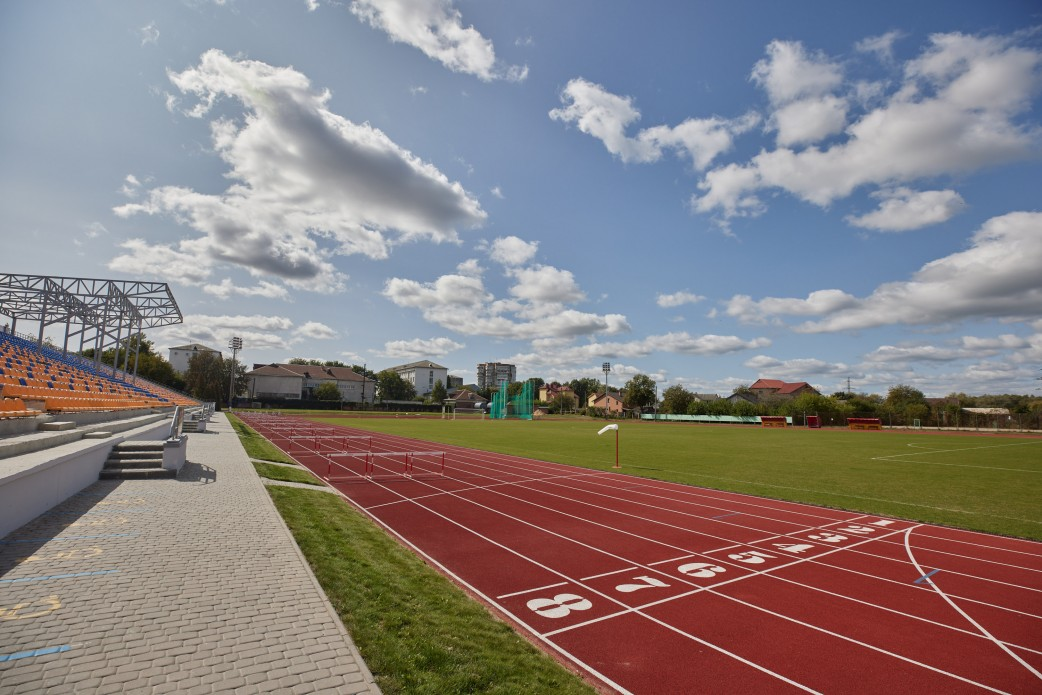
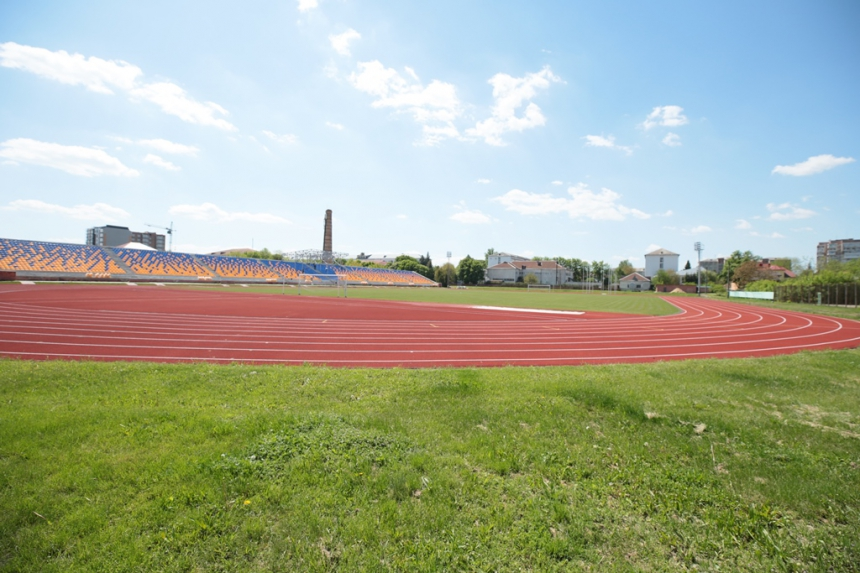